# オブリガート (クラシック音楽)
オブリガート（イタリア語: obbligato オッブリガート）は、音楽用語の一つ。元来はイタリア語で「義務づけられた」「強制された」などの意味の形容詞であり、バロック音楽時代以前においては、「自由に」（ad libitum）の対極に当たり、演奏の上で不可欠な音楽の声部を指した。より狭い意味では、あるパッセージについて、省略や変更をしたりせず、楽譜に書かれた通りに演奏しなければならない、ということを表した。独立した名詞として使用される他に、オブリガート・オルガンなどのように修飾語としても用いられる。
特にバロック音楽においては、指定された和声の範囲内で自由な即興演奏を含む通奏低音パートに対して、完全に楽譜に書き込まれ、主旋律と同等の重要性をもつ省略不可の伴奏パートをオブリガートと称した。ここから、通奏低音の習慣が廃れ、全ての声部が楽譜に書かれることが当然となった古典派音楽以降の時代においては、主旋律を彩る対旋律、助奏を「オブリガート」と呼ぶようになった。